# Yasmin Levy
Yasmin Levy (Jerusalem, 23 de desembre del 1975) és una cantant israeliana d'origen i estil musical sefardita que canta en judeocastellà; és filla de jueus d'Esmirna: Cojava, cantant en judeocastellà, i de Yitzjak Levy, un investigador de la cultura i la música sefardites i de la diàspora.
Amb un inconfusible estil emotiu, Yasmin ha donat una nova interpretació a la cançó judeoespanyola medieval, tot incorporant-hi sons més moderns, procedents del flamenc espanyol, i amb l'ús d'instruments tradicionals com l'oud, el violí, el violoncel i el piano.
Va debutar amb l'àlbum Romance & Yasmin (2000), que la va fer mereixedora d'una nominació com a millor artista revelació per la BBC Radio 3 a la categoria de músiques del món. Amb el seu segon disc, La Judería (2005) va guanyar una altra nominació, aquesta vegada en la categoria ”culture crossing”.
L'octubre de 2007 va llançar el seu àlbum Mano suave, que inclou un tema en català anomenat Mal de l'amor i un duet amb Natacha Atlas. L'octubre de 2009 arriba el seu nou enregistrament:  Sentir, produïda per Javier Limón i que inclou una versió de La hija de Juan Simón, d'Antonio Molina.

## Discografia
- 2000 Romance & Yasmin, en judeocastellà.
- 2005 La Judería, fusió de diverses músiques en judeocastellà, castellà (flamenco, etc.).
- 2006: Live at the Tower of David, Jerusalem.
- 2007: Mano Suave, que inclou un tema en català, "Mal de l'amor".
- 2009: Sentir
- 2012: Libertad (data de llançament: octubre 2012)[7]

### Singles de bandes sonores
- 2011: Jaco, per la pel·lícula My Sweet Canary (amb l'intèrpret d'oud Tomer Katz)
- 2011: Una Pastora, per la pel·lícula My Sweet Canary (amb l'intèrpret de qanun Mumin Sesler)

### Col·laboracions
- 2008: Tzur Mishelo Achalnu, per a Avoda Ivrit 2, al costat de Shlomo Bar.
- 2010: Tzur Mishelo Achalnu, per a Kol HaNeshama, al costat de Shlomo Bar
- 2012: Yigdal, per a Yehuda Halevi Pinat Ibn Gabirol - The Collection